# Saint-Martin-de-Lixy
Saint-Martin-de-Lixy település Franciaországban, Saône-et-Loire megyében. Lakosainak száma 92 fő (2022. január 1.). Saint-Martin-de-Lixy Saint-Maurice-lès-Châteauneuf, Maizilly, Saint-Denis-de-Cabanne, Châteauneuf, Saint-Edmond és Tancon községekkel határos.

## Népesség
A település népessége az elmúlt években az alábbi módon változott:
| Lakosok száma | 88   | 89   | 91   | 92   | 94   | 94   | 93   | 93   | 92   |
|               | 2013 | 2015 | 2016 | 2017 | 2018 | 2019 | 2020 | 2021 | 2022 |